# رؤية ظلامية

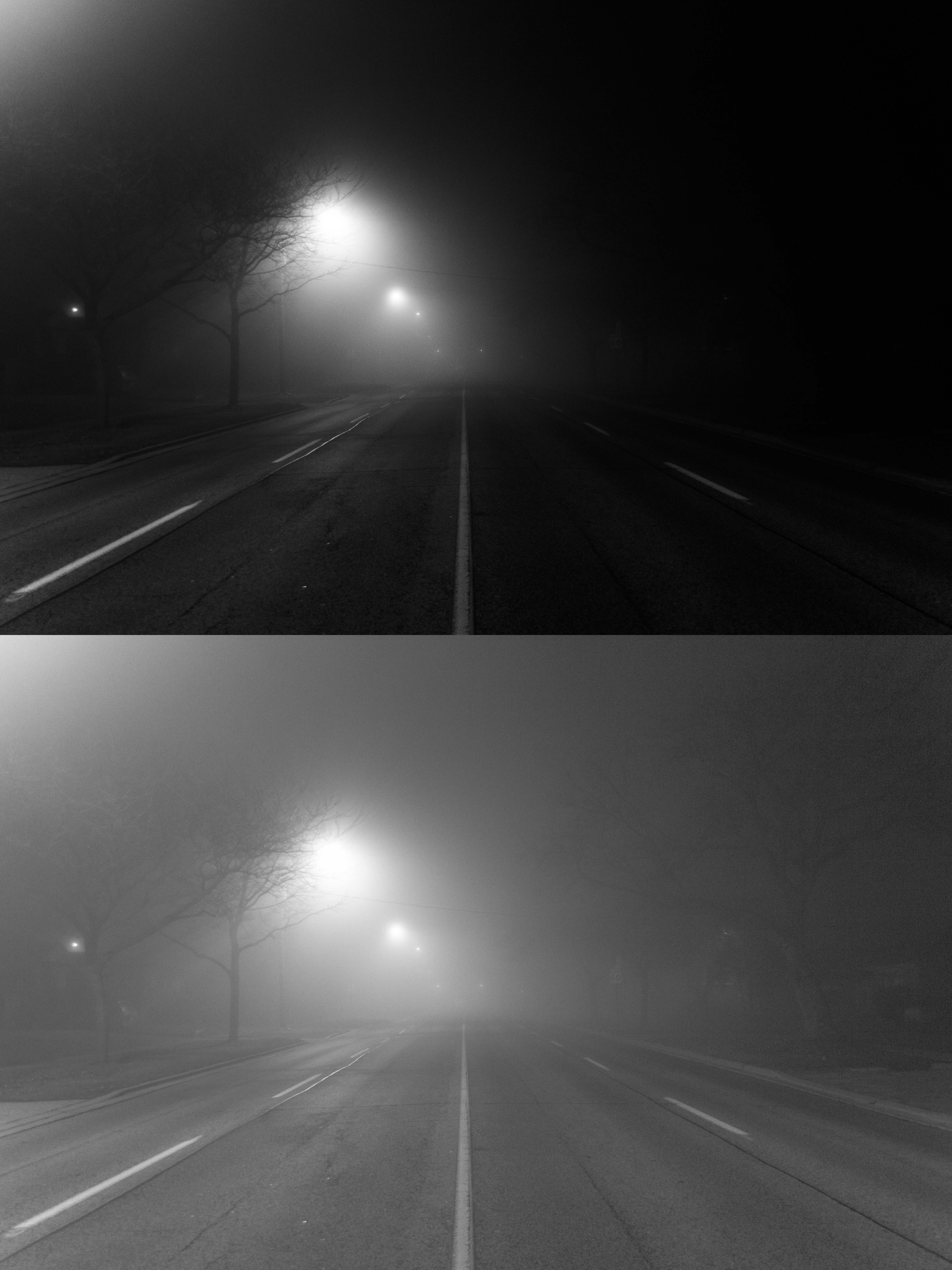
أمثلة محاكاة للرؤية تحت الإضاءة المنخفضة. أعلى: الإنسان؛ أسفل: القط

في دراسة الإدراك البصري للإنسان، الرؤية الظلاميِّة هي رؤية العين تحت مستويات الإضاءة المنخفضة. المصطلح مشتق من الكلمة اليونانية skotos التي تعني «الظلام» و-opia وتعني «حالة البصر». في العين البشرية لا تعمل الخلايا المخروطية في الضوء المرئي المنخفض. تُنتج الرؤية الظلامية من خلال الخلايا العصوية، والتي تكون أكثر حساسية لأطوال موجية تبلغ حوالي 498 نانومتر (أخضر-أزرق) وغير حساس للأطوال الموجية الأطول من حوالي 640 نانومتر (برتقالي محمر) وتسمى هذه الحالة تأثير بركنجي [الإنجليزية].

## دوائر الشبكية
من بين نوعي الخلايا المستقبلة للضوء في شبكية العين تكون العصي مسؤولة عن الرؤية الظلامية. وهذا يحدث بسبب زيادة حساسية جزيء الصبغة الضوئية في العصي على عكس المخاريط. تزداد إشارات الضوء للعصي إلى خلايا عصوية ثنائية القطب والذي على عكس معظم أنواع العصبونات ثنائية القطب لا تشكل روابط مباشرة مع عصبون الشبكية - الخلايا العصبية الخارجة من الشبكية. بدلا من ذلك، هناك نوعان من الخلايا الأماكرينية (All-A17) يسمحان بتدفق المعلومات الجانبية من الخلايا ثنائية القطب للعصي إلى الخلايا ثنائية القطب للمخروطية، والتي بدورها تلامس عصبون الشبكية. وبالتالي، فإن إشارات العصي التي تتوسطها خلايا أماكرين تكون مسؤولة عن الرؤية الظلامية.